# チリの国歌

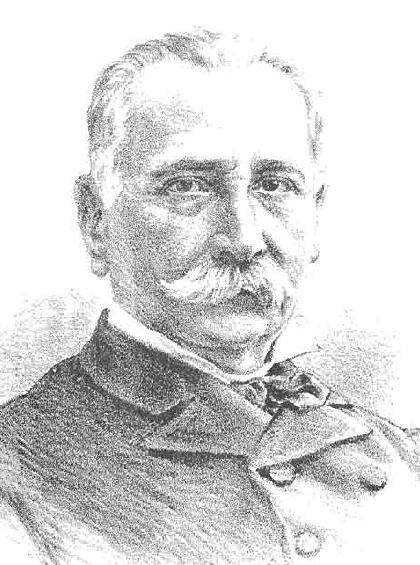
エウセビオ・リージョ

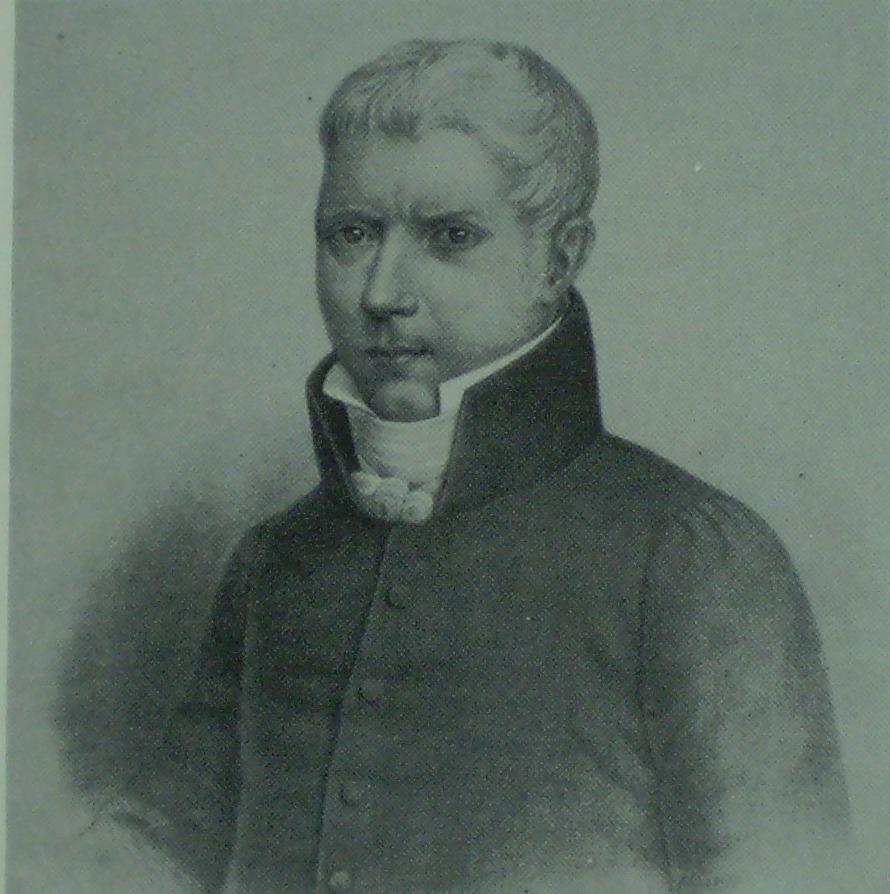
ベルナルド・デ・ヴェラ・イ・ピンタード

チリの国歌はチリの国歌。エウセビオ・リージョ(es:Eusebio Lillo)、ベルナルド・デ・ヴェラ・イ・ピンタード(es:Bernardo de Vera y Pintado)が作詞し、ラモン・カルニセール(es:Ramón Carnicer)が作曲した。
本曲は行進曲となっており、6番までとコーダからなるが、公式には5番とコーダのみを歌う。

## 歌詞
Puro, Chile, es tu cielo azulado;
puras brisas te cruzan también,
y tu campo, de flores bordado
es la copia feliz del edén
Majestuosa es la blanca montaña
que te dio por baluarte el Señor, (bis)
y ese mar que tranquilo te baña
te promete futuro esplendor.(bis)
コーラス
Dulce Patria, recibe los votos
con que Chile en tus aras juró:
Que, o la tumba serás de los libres,
o el asilo contra la opresión.

### 歌詞（和訳）
チリ、なんと清らかな青空よ
汝に吹き渡るそよ風のなんと清らかなことよ
汝の国土は花々で彩らるる
素晴らしきエデンの園の生き写しよ
なんと気高き雪に覆われた山々よ
国の護りとして神が汝に与えしものよ
国の護りとして神が汝に与えしものよ
汝の岸辺を穏やかに洗う海よ、
汝の輝かしい未来を約束したまえ
汝の岸辺を穏やかに洗う海よ、
汝の輝かしい未来を約束したまえ
コーラス
最愛なる祖国よ、誓約を受けたまえ
チリによって、汝の祭壇に与えらるるものを
汝よ、自由の闘士たちの墓あるいは
圧制からの安息の地になりたまえ
汝よ、自由の闘士たちの墓あるいは
圧制からの安息の地になりたまえ
汝よ、自由の闘士たちの墓あるいは
圧制からの安息の地になりたまえ
圧制からの安息の地になりたまえ
圧制からの安息の地になりたまえ